# Petco

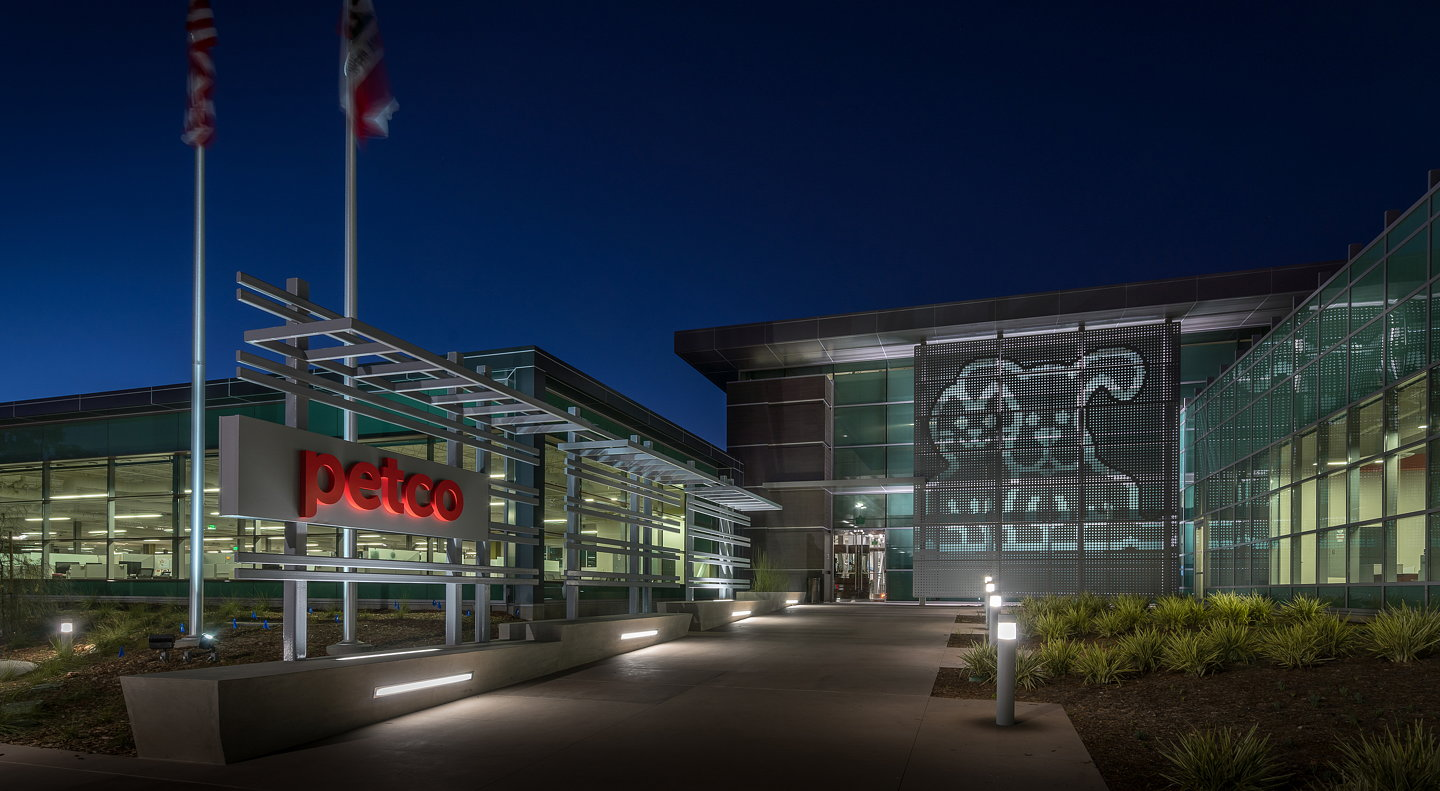
Petco在圣迭戈的总部

Petco，全称Petco动物耗材公司（英語：Petco Animal Supplies, Inc.），是一家美国宠物连锁店，它在圣迭戈和圣安东尼奥设有运营中心。Petco销售宠物相关的产品和服务，以及某些种类的活体动物，例如鱼、爬行动物、小型鸟类、宠物猪、仓鼠供顾客收养，而服务则包括动物美容和宠物狗训练等。Petco在圣迭戈拥有Petco Park的冠名权。截止到2017年，该公司在美国和墨西哥拥有超过1500家分店。2021年1月，Petco在纳斯达克挂牌上市。